# Marquesado de Viesca de la Sierra
El marquesado de Viesca de la Sierra es un título nobiliario español creado por el rey Amadeo I mediante real decreto del 30 de noviembre de 1872 y despacho expedido por el rey Alfonso XII el 15 de abril de 1875 en favor de Federico Viesca y de la Sierra Gómez de las Bárcenas, comisario regio de agricultura.

## Marqueses de Viesca de la Sierra
|                           | Titular                                                    | Periodo                   |
| Creación por Alfonso XIII | Creación por Alfonso XIII                                  | Creación por Alfonso XIII |
| ------------------------- | ---------------------------------------------------------- | ------------------------- |
| I                         | Federico Viesca y de la Sierra Gómez de las Bárcenas       | 1875-1907                 |
| II                        | José María de la Viesca y Roiz                             | 1908-1915                 |
| III                       | Arsenio Martínez de Campos y de la Viesca                  | 1916-1956                 |
| IV                        | María de los Dolores Martínez de Campos y Rodríguez-Garzón | 1950-2001                 |
| V                         | Juan Herrera y Martínez de Campos                          | 2002-¿?                   |
| VI                        | María Dolores de Herrera y Martínez de Campos              | 2012-presente             |

- Federico Viesca y de la Sierra Gómez de las Bárcenas, I marqués de Viesca de la Sierra, I vizconde de Nava del Rey, comisario regio de agricultura, diputado a Cortes, Gran Cruz del Mérito Militar, gentilhombre del rey con ejercicio.[1]

Casó con Ana Roiz de la Pedraja. En 1908 le sucedió su hijo:
- José María de la Viesca y Roiz, II marqués de Viesca de la Sierra.[1]

Casó con Gertrudis Gallo y Díaz de Bustamente. Falleció sin descendencia. El 19 de enero de 1916 le sucedió su sobrino:
- Arsenio Martínez de Campos y de la Viesca (Madrid, 11 de mayo de 1889-29 de diciembre de 1956), III marqués de Viesca de la Sierra, III duque de Seo de Urgel, III marqués de Martínez de Campos, dos veces grande de España, coronel de caballería, gentilhombre del rey con ejercicio y servidumbre. Era hijo de María Clotilde de la Viesca y Roiz, hermana del II marqués, y su esposo Ramón Martínez de Campos y Rivera, II duque de Seo de Urgel.[1]

Casó el 27 de febrero de 1919 con María de los Dolores Rodríguez Garzón y Limón. El 7 de julio de 1950 le sucedió, por cesión, su hija:
- María de los Dolores Martínez de Campos y Rodríguez-Garzón (1921-2001), IV marquesa de Viesca de la Sierra.[1]

Casó con Juan de Herrera y Fernández. El 5 de junio de 2002, previa orden del 16 de mayo para que se expida la correspondiente carta de sucesión (BOE del 4 de junio), le sucedió su hijo:
- Juan Herrera y Martínez de Campos, V marqués de Viesca de la Sierra.[3]

El 23 de julio de 2012, previa orden del 30 de marzo para que se expida la correspondiente carta de sucesión (BOE del 16 de abril), le sucedió, en ejecución de sentencia, su hermana:
- María Dolores de Herrera y Martínez de Campos, VI marquesa de Viesca de la Sierra.[3]